# Campeonato Paranaense de Futsal de 2015 - Segunda Divisão
O Campeonato Paranaense de Futsal de 2015 - Campeonato Paranaense de Futsal - Segunda Divisão, cujo nome usual é Chave Prata, será a 21ª edição da segunda mais importante competição da modalidade no estado, sua organização é de competência da Federação Paranaense de Futsal. 

## Regulamento
O Campeonato Paranaense Futsal Chave Prata 2014, será disputado em três fases com o início previsto para o dia 11 de abril e término em 21 de novembro.
Primeira fase
Na Primeira fase, as 8 equipes jogam entre si em 3 Turnos, farão nos 2 (dois) turnos iniciais, 07 (sete) partidas em seu Ginásio e 07 (sete)
partidas como visitante. No terceiro turno as 4 (quatro) equipes melhores classificadas na soma dos 2 (dois) turnos iniciais farão 4 (quatro) partidas em seu Ginásio e 3 (três) partidas como visitante, sendo que as outras 4 (quatro) equipes farão 3 (três) partidas em seu Ginásio e 4 (quatro) partidas
como visitante. Se qualificam para a Segunda Fase os 4 melhores colocados;
Segunda Fase (Semi-Final)
Os quatro classificados, serão divididos em duas chaves, jogando em Play-Off eliminatório de duas partidas, com a equipe de melhor campanha tendo a vantagem do empate, para ficar com a vaga, em caso de vitórias alternadas a decisão será na prorrogação, sendo o empate também em favor da equipe de melhor campanha. As melhores posicionadas da Primeira Fase, jogarão a segunda partida em casa, assim como a terceira se esta for necessária. Classificam-se para a Terceira Fase (Final) as equipes vencedoras de cada chave, que garantem também o acesso a Chave Ouro 2016.
Terceira Fase (Final)
Os dois times vencedores, disputam a grande final do torneio a fim de definir o campeão da edição. A decisão ocorrerá em duas partidas,  com a equipe de melhor campanha tendo a vantagem do empate, para ficar com  para ficar com o título, em caso de vitórias alternadas a decisão será na prorrogação, sendo o empate também em favor da equipe de melhor campanha. O melhor posicionado da Primeira Fase, jogará a segunda partida em casa.
Rebaixamento
Não haverá rebaixamento a Chave Bronze nesta edição.
Critérios de Desempate
1. Equipe que obtiver o maior número de pontos;
2. Confronto direto;
3. Gol average (maior quociente da divisão do número de gols marcados pelo número de gols sofridos);
4. Menor média de gols sofridos na Fase (número de gols sofridos divididos pelo número de jogos);
5. Maior média de gols marcados na Fase (número de gols feitos dividido pelo número de jogos);
6. Maior saldo;
7. Sorteio.

## Participantes em2015
| Clube                               | Cidade               | Em 2014            | Ginásio                                                | Títulos        |
| ----------------------------------- | -------------------- | ------------------ | ------------------------------------------------------ | -------------- |
| Associação Atlética Salto do Lontra | Salto do Lontra      | 1º (Série Bronze)  | Vermelhão                                              | 0 (não possui) |
| Pro Tork Futsal                     | Siqueira Campos      | 2º (Série Bronze)  | Ginásio de Esportes Raulino Ceccon                     | 0 (não possui) |
| Irati                               | Irati                | 4º (Série Bronze)  | Ginásio De Esportes Agostinho Zarpellon Junior Batatão | 0 (não possui) |
| Toledo                              | Toledo               | 3º (Série Bronze)  | Ginásio Alcides Pan                                    | 0 (não possui) |
| Futsal Colégio Londrinense          | Londrina             | 13º (Série Bronze) | Ginásio de Esportes do Colégio Londrinense             | 0 (não possui) |
| São José dos Pinhas Futsal          | São José dos Pinhais | 7º                 | Ginásio Poliesportivo Max Rosenmann                    | 0 (não possui) |
| Associação Monte Sião               | Paranaguá            | Inativo            | Ginásio Albertina Salmon                               | 0 (não possui) |
| Coritiba                            | Curitiba             | Inativo            | Ginásio Cancun Esportes                                | 0 (não possui) |

## Primeira Fase
| Pos | Times                      | Pts | J  | V  | E | D  | GP | GC  | SG  | GA   | %    | Classificação                     |
| --- | -------------------------- | --- | -- | -- | - | -- | -- | --- | --- | ---- | ---- | --------------------------------- |
| 1   | Futsal Colégio Londrinense | 39  | 21 | 11 | 6 | 4  | 69 | 45  | 24  | 1,53 | 61,9 | Classificados para a Segunda Fase |
| 2   | Toledo                     | 36  | 21 | 17 | 3 | 1  | 86 | 41  | 45  | 2,10 | 85,7 | Classificados para a Segunda Fase |
| 3   | Salto do Lontra            | 30  | 21 | 8  | 6 | 7  | 61 | 66  | -5  | 0,92 | 47,6 | Classificados para a Segunda Fase |
| 4   | Siqueira Campos            | 30  | 21 | 9  | 3 | 9  | 50 | 57  | -7  | 0,88 | 47,6 | Classificados para a Segunda Fase |
| 5   | Coritiba                   | 29  | 21 | 8  | 5 | 8  | 80 | 67  | 13  | 1,19 | 46   | Eliminados                        |
| 6   | São José dos Pinhas Futsal | 25  | 20 | 8  | 1 | 11 | 60 | 69  | -9  | 0,87 | 41,7 | Eliminados                        |
| 7   | Irati                      | 21  | 20 | 6  | 3 | 11 | 73 | 81  | -8  | 0,90 | 35   | Eliminados                        |
| 8   | Associação Monte Sião      | 6   | 21 | 1  | 3 | 17 | 59 | 112 | -53 | 0,53 | 9,5  | Eliminados                        |

- O Toledo perdeu 18 pontos por escalação irregular de atletas.

## Fase Final
|  | Semifinais                 | Semifinais |       |  | Final                         | Final |  |
|  |                            |            |       |  |                               |       |  |
|  | 10 e 17 de outubro         |            |       |  |                               |       |  |
|  | Futsal Colégio Londrinense | 2 (4)      |       |  |                               |       |  |
|  | Siqueira Campos            | 0 (2)      |       |  |                               |       |  |
|  |                            |            |       |  |                               |       |  |
|  |                            |            |       |  | 31 de outubro e 8 de novembro |       |  |
|  |                            |            |       |  | Futsal Colégio Londrinense    | 3 (1) |  |
|  |                            | Toledo     | 4 (3) |  |                               |       |  |
|  |                            |            |       |  |                               |       |  |
|  |                            |            |       |  |                               |       |  |
|  |                            |            |       |  |                               |       |  |
|  | 10 a 24 de outubro         |            |       |  |                               |       |  |
|  | Toledo                     | 5 (3) (6)  |       |  |                               |       |  |
|  | Salto do Lontra            | 5 (3) (2)  |       |  |                               |       |  |

## Premiação
| Chave Prata 2015                                         |
| -------------------------------------------------------- |
| Associação Toledana Amigos do Futsal Campeão (1º título) |

## Classificação Geral
| Pos | Times                               | Pts | J  | V  | E | D  | GP  | GC  | SG  | GA   | %    | Classificação                                |
| --- | ----------------------------------- | --- | -- | -- | - | -- | --- | --- | --- | ---- | ---- | -------------------------------------------- |
| 1   | Toledo                              | 47  | 26 | 20 | 5 | 1  | 107 | 55  | 52  | 1,95 | 83,3 | Finalistas e promovidos a Sério Ouro de 2016 |
| 2   | Futsal Colégio Londrinense          | 45  | 25 | 12 | 6 | 6  | 79  | 54  | 25  | 1,46 | 60   | Finalistas e promovidos a Sério Ouro de 2016 |
| 3   | Associação Atlética Salto do Lontra | 32  | 24 | 8  | 8 | 8  | 71  | 80  | -9  | 0,89 | 44,4 | Eliminados nas semifinais                    |
| 4   | Siqueira Campos                     | 30  | 23 | 9  | 3 | 11 | 52  | 63  | -11 | 0,83 | 43,4 | Eliminados nas semifinais                    |
| 5   | Coritiba                            | 29  | 21 | 8  | 5 | 8  | 80  | 67  | 13  | 1,19 | 46   | Eliminados na primeira fase                  |
| 6   | São José dos Pinhas Futsal          | 25  | 20 | 8  | 1 | 11 | 60  | 69  | -9  | 0,87 | 41,7 | Eliminados na primeira fase                  |
| 7   | Irati                               | 21  | 20 | 6  | 3 | 11 | 73  | 81  | -8  | 0,90 | 35   | Eliminados na primeira fase                  |
| 8   | Associação Monte Sião               | 6   | 21 | 1  | 3 | 17 | 59  | 112 | -53 | 0,53 | 9,5  | Eliminados na primeira fase                  |